# Jacek Szydłowski
Jacek Szydłowski – polski fotograf, fotoreporter i dziennikarz.

## Życiorys
Jako dziennikarz pracuje dla Dziennika Wschodniego. Jest współpracownikiem Forum Polskiej Agencji Fotografów i wykładowcą Pracowni Fotoreportażu w Lubelskiej Szkole Fotografii.

## Nagrody
Nagrody:
- laureat konkursu Grand Press Photo w 2015 (skutki ataku Państwa Islamskiego na miasto Kobane w Syrii)[3],
- laureat konkursu Grand Press Photo w 2020 (lekarka na dyżurze w czasie pandemii COVID-19)[4],
- laureat konkursu BZ WBK Press Photo w 2010[1] (Zdjęcie Roku),
- laureat Wielkiego Konkursu Fotograficznego National Geographic[2].